# نجيب ياكوبو
نجيب ياكوبو (بالإنجليزية: Najeeb Yakubu) هو لاعب كرة قدم غاني في مركز الدفاع، ولد في 1 مايو 2000 في أكرا في غانا. لعب مع نادي فورسكلا بولتافا.

## وصلات خارجية
- نجيب ياكوبو على موقع اتحاد أوكرانيا (الإنجليزية)
- نجيب ياكوبو على موقع إي إس بي إن إف سي (الإنجليزية)
- نجيب ياكوبو على موقع قاعدة بيانات كرة القدم.إي يو (الإنجليزية)
- نجيب ياكوبو على موقع بيانات كرة القدم. دي إي (الألمانية)
- نجيب ياكوبو على موقع ناشيونال فوتبول تيمز (الإنجليزية)
- نجيب ياكوبو على موقع Soccerbase.com (لاعب) (الإنجليزية)
- نجيب ياكوبو على موقع Soccerway.com (الإنجليزية)
- نجيب ياكوبو على موقع عالم كرة القدم.نت (الإنجليزية)